# C.a.R.
C.a.R. (или Z.u.L.) —  приложение интерактивной геометрии,
оно, в частности, позволяет делать геометрические построения на Евклидовой и неевклидовой геометрии. 
Является свободным программным обеспечением с открытым исходным кодом.
Программное обеспечение написано на языке Java.
Автор Рене Гротман из Католического университета Айхштетт-Ингольштадт.
Лицензируется в соответствии с условиями открытого лицензионного соглашения GNU (GPL).

## Задания
Среди подобных программ, C.a.R. выделяется наличием заданий.
Они позволяют создавать Java-апплеты, например для упражнения на построение.
Эти апплеты можно запускать из командной строки, используя AppletViewer. 
(Раньше их можно было запускать в браузере, но поддержка Java в браузерах была отключена в последние годы.)

## Внешние ссылки
- C.a.R.
- CaRMetal
- Учебник для использования C.a.R.